# کوکویرو سکو
کوکویرو سکو (به پرتغالی: Coqueiro Seco) یک شهرداری در برزیل است که در آلاگواس واقع شده‌است. کوکویرو سکو ۴۰٫۴ کیلومتر مربع مساحت و ۵٬۸۶۴ نفر جمعیت دارد و ۵ and ۳۱ متر بالاتر از سطح دریا واقع شده‌است.